# Hidetaka Miyazaki
Hidetaka Miyazaki (宮崎英高?, Miyazaki Hidetaka; Shizuoka, 19 settembre 1974) è un autore di videogiochi e game director giapponese, dal 2014 presidente della software house giapponese FromSoftware.
Miyazaki è principalmente noto per aver creato la serie di videogiochi Souls nonché titoli quali Demon's Souls (2009), Dark Souls (2011), Bloodborne (2015) e Elden Ring (2022). Nel corso della sua carriera ha ottenuto diversi riconoscimenti.

## Biografia
Miyazaki nacque nella città di Shizuoka nel 1974 (secondo altre fonti nel 1975). Nel corso di un'intervista, dichiarò che, durante l'infanzia, era "tremendamente povero" e privo di ambizioni. Appassionato lettore, Miyazaki era solito leggere i fumetti della biblioteca locale in quanto, provenendo da una famiglia povera, non poteva permettersi di comprarne. Quando nella lettura incontrava passaggi che non riusciva a comprendere, cercava di riempire le lacune usando la sua immaginazione e le illustrazioni di accompagnamento, stratagemma che Miyazaki adotterà anni dopo per sviluppare il game design dei suoi videogiochi. I suoi genitori gli impedivano di giocare ai videogiochi fino a quando non fu abbastanza grande per frequentare l'università; si appassionò quindi ai libri-game e giochi da tavolo come Sortilegio e Dungeons & Dragons.
Conseguì la laurea in scienze sociali all'Università Keio, dopodiché iniziò a lavorare come account manager per la statunitense Oracle Corporation per pagare le tasse universitarie della sorella. Quando, su consiglio di un amico, giocò al videogioco ICO del 2001, decise di diventare un autore di videogiochi e nel 2004 entrò a far parte della FromSoftware, una delle poche realtà videoludiche disposte ad assumerlo sebbene non avesse mai avuto esperienza sul campo e nonostante la sua età relativamente avanzata (allora aveva 29 anni). Miyazaki iniziò a lavorare come game designer di Armored Core (2005) quando il gioco era stato completato a metà e ai suoi seguiti Armored Core 4 (2006) e Armored Core: For Answer (2008) come game director.
Entusiasmandosi all'idea di lavorare a un titolo di genere action RPG, Miyazaki si dedicò a Demon's Souls. Il gioco, uscito nel 2009, viene ricordato per essere stato il primo capitolo della celebre serie Souls. Inizialmente, esso non era stato assegnato a Miyazaki e, prima di allora, gli addetti ai lavori ritenevano che si sarebbe rivelato un "fallimento". Miyazaki decise tuttavia di prendere in mano le redini del progetto convincendosi che ogni aspetto non riuscito del gioco non avrebbe comunque inficiato in alcun modo sul risultato finale. Benché fosse stato recensito negativamente al Tokyo Game Show del 2009 e le sue vendite si fossero rivelate molto al di sotto delle aspettative, pochi mesi dopo iniziò ad essere accolto più positivamente e iniziò a essere pubblicato da altri editori all'infuori del Giappone. Nonostante il suo scarso successo iniziale, Demon's Souls verrà apprezzato dalla critica e riuscirà a ottenere diversi riconoscimenti.
Grazie al successo del seguito spirituale di Demon's Souls, ovvero Dark Souls del 2011, Miyazaki venne promosso alla posizione di presidente della From Software il maggio del 2014. Prima di allora, nessuna persona in Giappone era riuscita nell'intento di cambiare impiego e divenire presidente di un'azienda nell'arco di dieci anni.
Nel 2012 la Sony Computer Entertainment si rivolse alla FromSoftware per sviluppare un nuovo gioco destinato alle console di ottava generazione, ovvero Bloodborne, che verrà pubblicato tre anni dopo. Benché il contesto in cui è ambientato tale titolo sia diverso da quello dei due giochi precedenti, Miyazaki dichiarò che esso conserva il "DNA" e il level design di Demon's Souls. Tuttavia, dal momento che Bloodborne venne sviluppato contemporaneamente a Dark Souls II, uscito nel 2014, Miyazaki decise di dirigere soltanto Bloodborne e di limitarsi a supervisionare Dark Souls II in quanto non era in grado di dirigerli contemporaneamente.
Dopo l'uscita di Bloodborne, Miyazaki tornò a lavorare alla saga di Dark Souls in qualità di direttore. Dopo l'uscita di Dark Souls III, avvenuta nel 2016, Miyazaki dichiarò di non voler più continuare la saga di Dark Souls.
Successivamente pubblicò il gioco di realtà virtuale Déraciné del 2018 e l'action RPG del 2019 Sekiro: Shadows Die Twice, che vinse numerosi premi. Il direttore della FromSoftware diresse anche Elden Ring del 2022 assieme allo scrittore americano George R. R. Martin, che vendette più di 20 milioni di copie in un anno e ottenne numerosi riconoscimenti, tra cui quello di gioco dell'anno. Prima di venire rimpiazzato da Masaru Yamamura, Miyazaki diresse anche Armored Core VI: Fires of Rubicon (2023).

## Influenze e stile
Miyazaki si ispira alle opere di diversi scrittori, mangaka e altri game designer (come Fumito Ueda, Kentarō Miura e Yūji Horii) e alle architetture asiatiche ed europee. I suoi videogiochi Souls sono caratterizzati da una grande cura per lo storytelling, le ambientazioni e per la loro alta difficoltà. Altra particolarità è la presenza di una mole di informazioni diffuse in tutti gli ambienti di gioco.
Tra le altre influenze di Miyazaki troviamo giochi come il sopracitato ICO, i primi capitoli di Dragon Quest, e The Legend of Zelda e la serie di King's Field, manga come Berserk, Saint Seiya, Le bizzarre avventure di JoJo, e Devilman, le opere letterarie di H. P. Lovecraft, Bram Stoker, George R. R. Martin e Umberto Eco, e librogame come Steve Jackson's Sorcery! e RuneQuest. Le sue opere videoludiche sono anche influenzate dalla psicologia, la sociologia e si ispirano a vicende realmente accadute nel corso della storia dell'umanità.
Stando a un'intervista rilasciata sul New Yorker, Miyazaki ha dichiarato che il sistema di evocazioni di Demon's Souls, Dark Souls, Bloodborne e Elden Ring sarebbe ispirato a un evento realmente accaduto. Mentre guidava su una strada innevata, la sua auto rimase bloccata in cima a una collina. Un gruppo di estranei si offrì di spingere la vettura in cima per poi sparire nel nulla.

Riferendosi alla considerevole difficoltà dei suoi titoli, il direttore di From Software dichiarò:
 Miyazaki sostiene che il "morire" nei suoi giochi permette a coloro che giocano ai suoi titoli di migliorare dopo ogni tentativo, un'idea che, a suo dire, sarebbe stata apprezzata dai giocatori di Demon's Souls. Pur non disdegnando completamente la narrazione diretta, l'autore vuole che siano i giocatori a scoprire la storia dei suoi giochi; Miyazaki sostiene che una trama acquisisce valore quando viene scoperta leggendo la storia dei vari oggetti sparsi nel gioco o quando si incontrano dei personaggi secondari.

## Vita privata
Nel 2019, la consorte di Miyazaki ha dato alla luce un figlio.

## Lavori
| Anno | Titolo                    | Ruolo                     |
| ---- | ------------------------- | ------------------------- |
| 2005 | Armored Core: Last Raven  | Supervisore               |
| 2006 | Armored Core 4            | Game director             |
| 2008 | Armored Core: For Answer  | Game director             |
| 2009 | Demon's Souls             | Game director             |
| 2011 | Dark Souls                | Game director, produttore |
| 2014 | Dark Souls II             | Supervisore               |
| 2015 | Bloodborne                | Game director             |
| 2016 | Dark Souls III            | Game director             |
| 2018 | Déraciné                  | Game director             |
| 2019 | Sekiro: Shadows Die Twice | Game director             |
| 2022 | Elden Ring                | Game director             |
| 2026 | The Duskbloods            | Game director             |